# Vieilmoulin
Vieilmoulin est une commune française située dans le département de la Côte-d'Or, en région Bourgogne-Franche-Comté.

## Géographie

### Hameaux, écarts, lieux-dits
- Hameaux détachés du village : la Chaleur, Geligny / le Moulin.

À noter que la Chaleur (ou Lachaleur) était le village principal de la commune jusqu'en 1923.

### Climat
Pour des articles plus généraux, voir Climat de la Bourgogne-Franche-Comté et Climat de la Côte-d'Or.
En 2010, le climat de la commune est de type climat des marges montargnardes, selon une étude du Centre national de la recherche scientifique s'appuyant sur une série de données couvrant la période 1971-2000. En 2020, Météo-France publie une typologie des climats de la France métropolitaine dans laquelle la commune est exposée à un climat océanique altéré et est dans une zone de transition entre les régions climatiques « Lorraine, plateau de Langres, Morvan » et « Bourgogne, vallée de la Saône ». 
Pour la période 1971-2000, la température annuelle moyenne est de 9,6 °C, avec une amplitude thermique annuelle de 17 °C. Le cumul annuel moyen de précipitations est de 994 mm, avec 12,8 jours de précipitations en janvier et 8,1 jours en juillet. Pour la période 1991-2020, la température moyenne annuelle observée sur la station météorologique de Météo-France la plus proche, « Pouilly-en-Aux_sapc », sur la commune de Pouilly-en-Auxois à 11 km à vol d'oiseau, est de 10,7 °C et le cumul annuel moyen de précipitations est de 859,1 mm,. Pour l'avenir, les paramètres climatiques de la commune estimés pour 2050 selon différents scénarios d'émission de gaz à effet de serre sont consultables sur un site dédié publié par Météo-France en novembre 2022.

## Urbanisme

### Typologie
Au 1er janvier 2024, Vieilmoulin est catégorisée commune rurale à habitat très dispersé, selon la nouvelle grille communale de densité à 7 niveaux définie par l'Insee en 2022.
Elle est située hors unité urbaine. Par ailleurs la commune fait partie de l'aire d'attraction de Dijon, dont elle est une commune de la couronne,. Cette aire, qui regroupe 333 communes, est catégorisée dans les aires de 200 000 à moins de 700 000 habitants,.

### Occupation des sols
L'occupation des sols de la commune, telle qu'elle ressort de la base de données européenne d’occupation biophysique des sols Corine Land Cover (CLC), est marquée par l'importance des territoires agricoles (76,2 % en 2018), une proportion identique à celle de 1990 (76,2 %). La répartition détaillée en 2018 est la suivante : terres arables (40 %), prairies (35,3 %), forêts (23,3 %), zones agricoles hétérogènes (0,8 %), zones industrielles ou commerciales et réseaux de communication (0,5 %). L'évolution de l’occupation des sols de la commune et de ses infrastructures peut être observée sur les différentes représentations cartographiques du territoire : la carte de Cassini (XVIIIe siècle), la carte d'état-major (1820-1866) et les cartes ou photos aériennes de l'IGN pour la période actuelle (1950 à aujourd'hui).

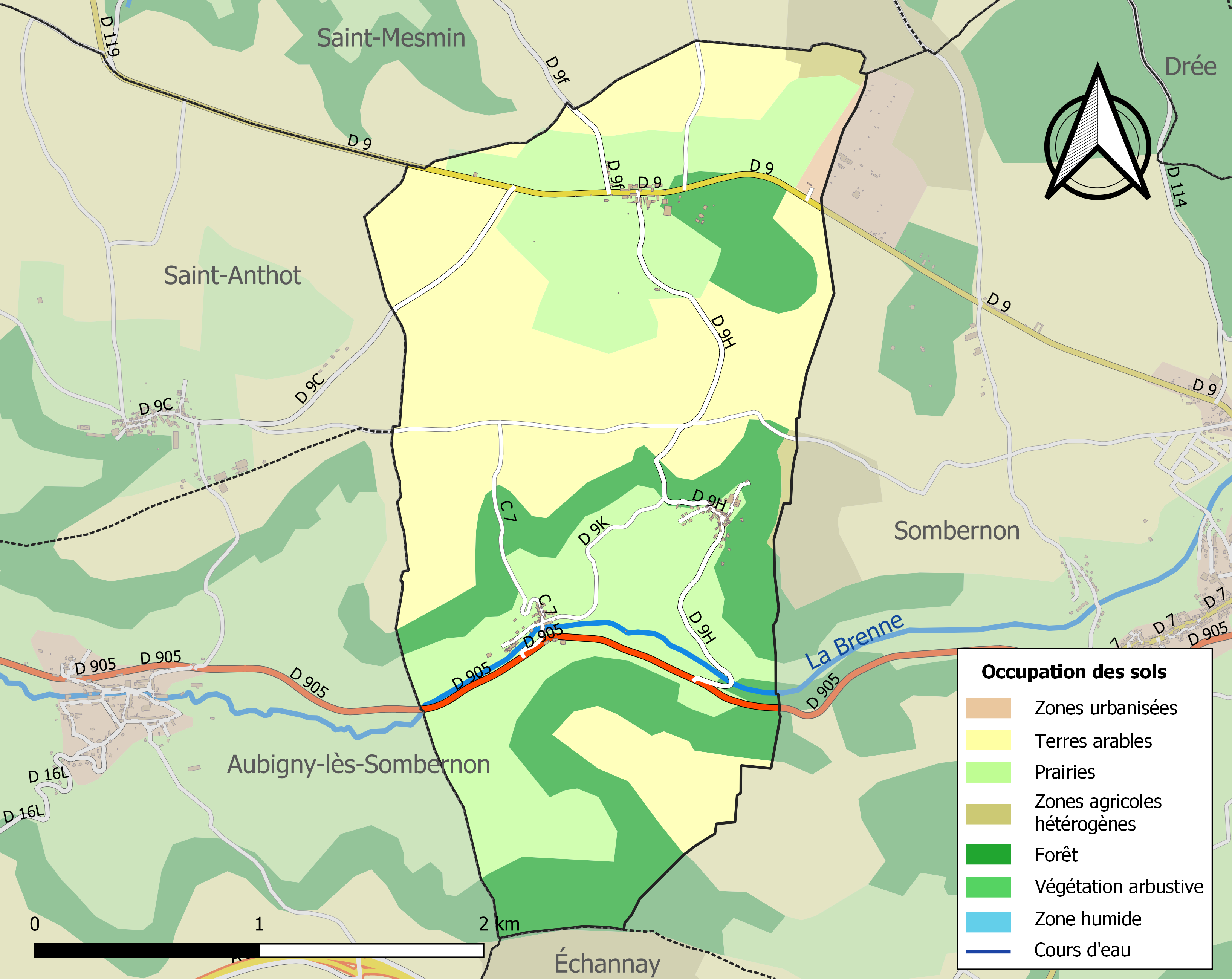
Carte des infrastructures et de l'occupation des sols de la commune en 2018 (CLC).

## Histoire
Traversé par la route royale Paris-Dijon, le territoire de la commune appartenait à une ancienne baronnie de Bourgogne (il subsiste un château privé). Des forges, dont les bâtiments sont encore en place, situées en rive de la route, sont à l'origine du nom du hameau de la Chaleur, on y marquait au fer rouge les prisonniers qui n'avaient pas été marqués en place publique en partance pour le bagne de Toulon (1748-1873), et plus tôt pour les galères basées également à Toulon par Louis XIV (port construit vers 1645), « Quiconque aura été condamné à la peine des travaux forcés, sera flétri, sur la place publique, par l'application d'une empreinte avec un fer brûlant sur l'épaule droite. », extrait de l'article 20 du code royal de 1750.
Le hameau de la Chaleur restera jusqu'en 1923 le village principal de la commune, ce qui explique les emplacements de l'église paroissiale et du cimetière en ce hameau.
Une tour Chappe de la Ligne Paris - Toulon était installée à La Chaleur.

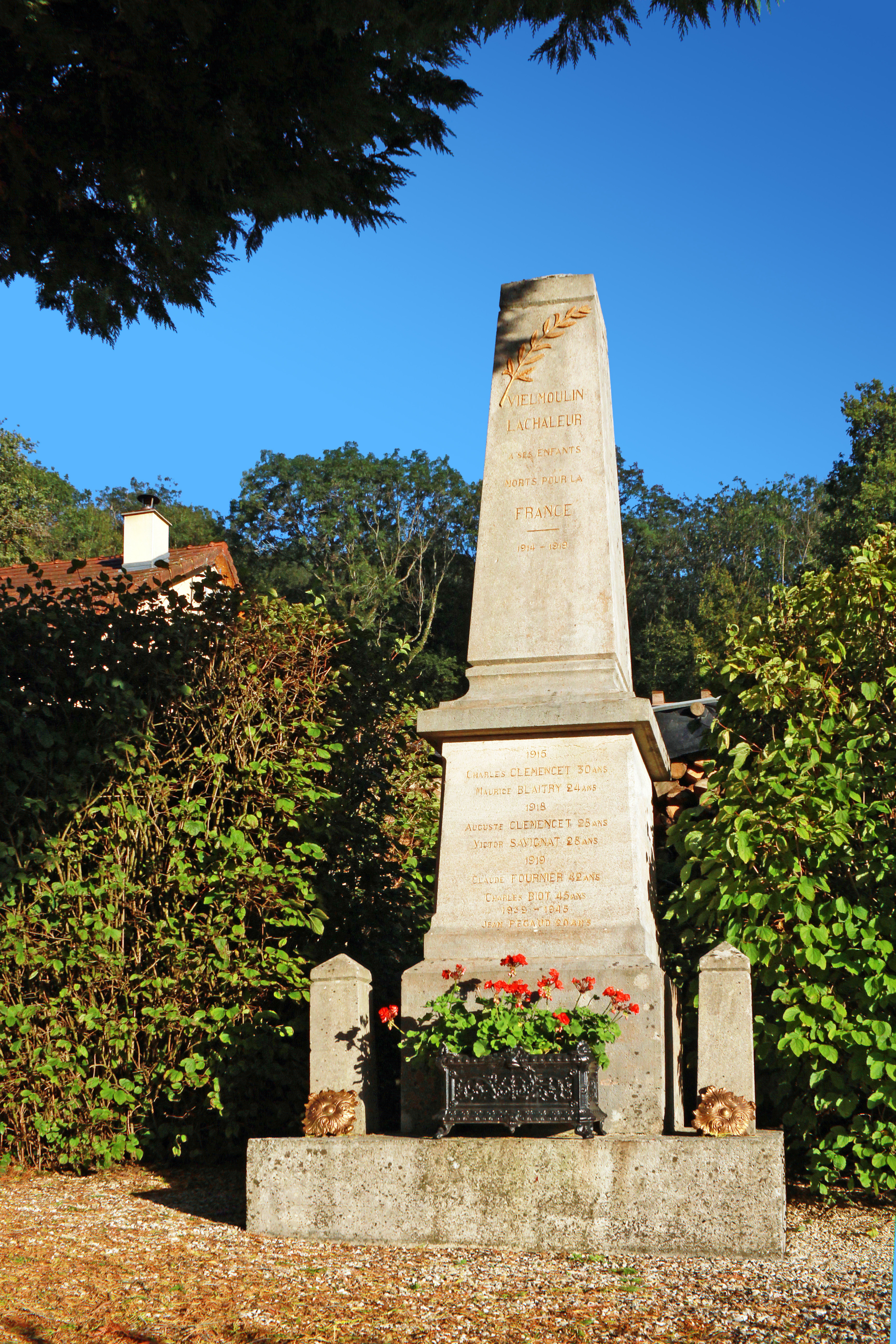
Monument aux morts.

## Politique et administration

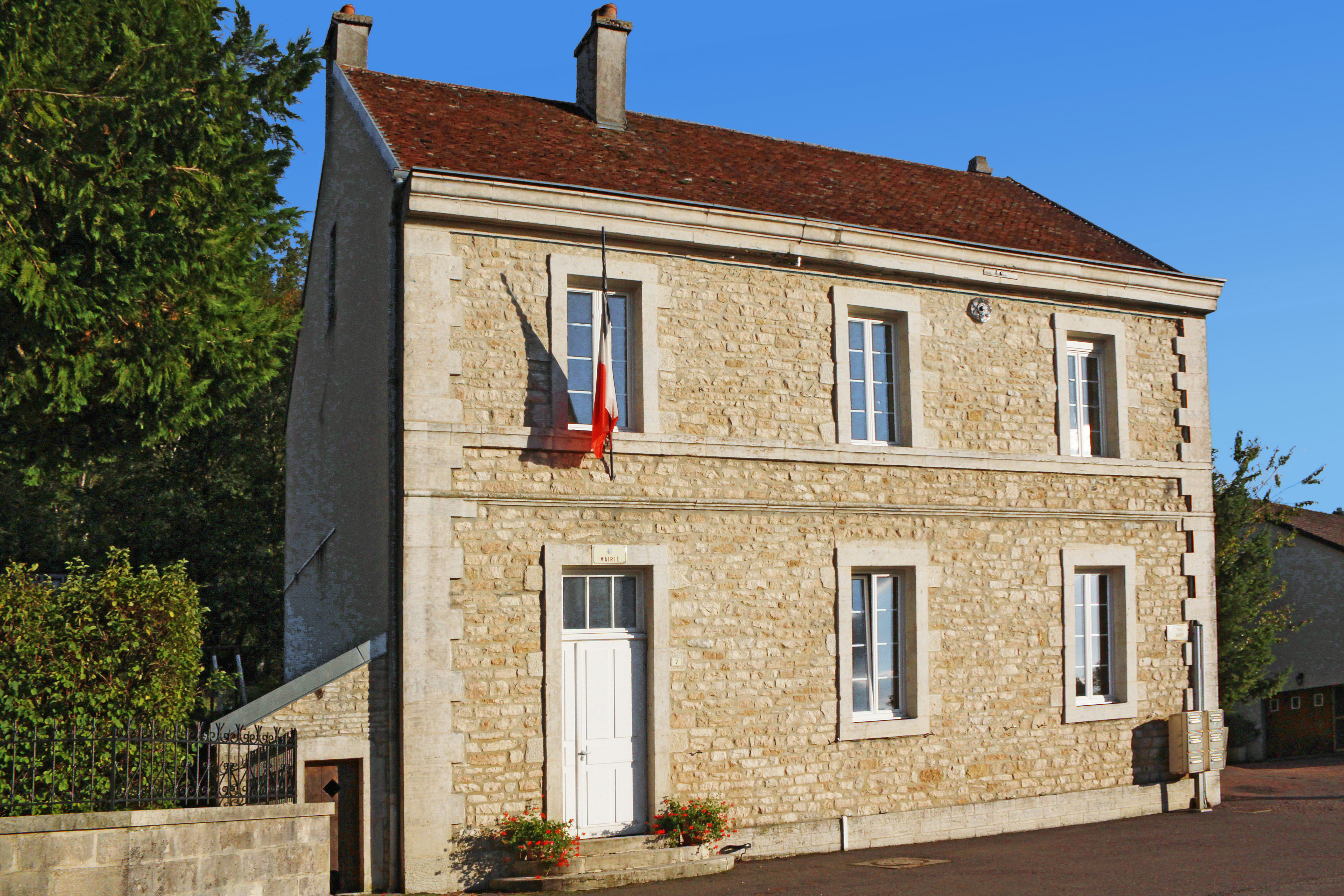
Mairie de Vieilmoulin.

| Période                                  | Période  | Identité        | Étiquette | Qualité |
| ---------------------------------------- | -------- | --------------- | --------- | ------- |
| mars 2001                                | en cours | Bernard Levoyet |           |         |
| Les données manquantes sont à compléter. |          |                 |           |         |

## Démographie
L'évolution du nombre d'habitants est connue à travers les recensements de la population effectués dans la commune depuis 1793. Pour les communes de moins de 10 000 habitants, une enquête de recensement portant sur toute la population est réalisée tous les cinq ans, les populations de référence des années intermédiaires étant quant à elles estimées par interpolation ou extrapolation. Pour la commune, le premier recensement exhaustif entrant dans le cadre du nouveau dispositif a été réalisé en 2004.

En 2022, la commune comptait 143 habitants, en évolution de +17,21 % par rapport à 2016 (Côte-d'Or : +0,82 %, France hors Mayotte : +2,11 %).
| 1793 | 1800 | 1806 | 1821 | 1831 | 1836 | 1841 | 1846 | 1851 |
| ---- | ---- | ---- | ---- | ---- | ---- | ---- | ---- | ---- |
| 124  | 112  | 188  | 193  | 201  | 516  | 222  | 228  | 210  |

| 1856 | 1861 | 1866 | 1872 | 1876 | 1881 | 1886 | 1891 | 1896 |
| ---- | ---- | ---- | ---- | ---- | ---- | ---- | ---- | ---- |
| 220  | 161  | 452  | 153  | 154  | 153  | 152  | 156  | 142  |

| 1901 | 1906 | 1911 | 1921 | 1926 | 1931 | 1936 | 1946 | 1954 |
| ---- | ---- | ---- | ---- | ---- | ---- | ---- | ---- | ---- |
| 136  | 144  | 127  | 125  | 139  | 146  | 136  | 121  | 100  |

| 1962 | 1968 | 1975 | 1982 | 1990 | 1999 | 2004 | 2006 | 2009 |
| ---- | ---- | ---- | ---- | ---- | ---- | ---- | ---- | ---- |
| 88   | 98   | 88   | 78   | 69   | 80   | 90   | 92   | 101  |

| 2014 | 2019 | 2022 | - | - | - | - | - | - |
| ---- | ---- | ---- | - | - | - | - | - | - |
| 118  | 129  | 143  | - | - | - | - | - | - |

## Lieux, monuments et pôles d'intérêt
En 2015, la commune ne compte pas de monument inscrit à l'inventaire des monuments historiques, 9 monuments ou édifices sont répertoriés à l'inventaire général du patrimoine culturel, 3 éléments répertoriés à l'inventaire des objets historiques et 14 objets répertoriés à l'inventaire général du patrimoine culturel.
- Chapelle sainte-Barbe (au village) construite vers 1840 par l'architecte Auguste Sirodot  Classé MH (1990)[19]images Clochers de France.
- Église de la Nativité-de-la-Vierge au hameau de la Chaleur  Classé MH (1990)[20]. Elle contient plusieurs œuvres classées.
- Croix à double face du XVe siècle au cimetière de la Chaleur  Classé MH (1990)[21].
- Bâtiments des forges (origine du nom la Chaleur) où les forçats en route pour les galères ou le bagne de Toulon étaient marqués au fer.
- Site d'escalade de Géligny.

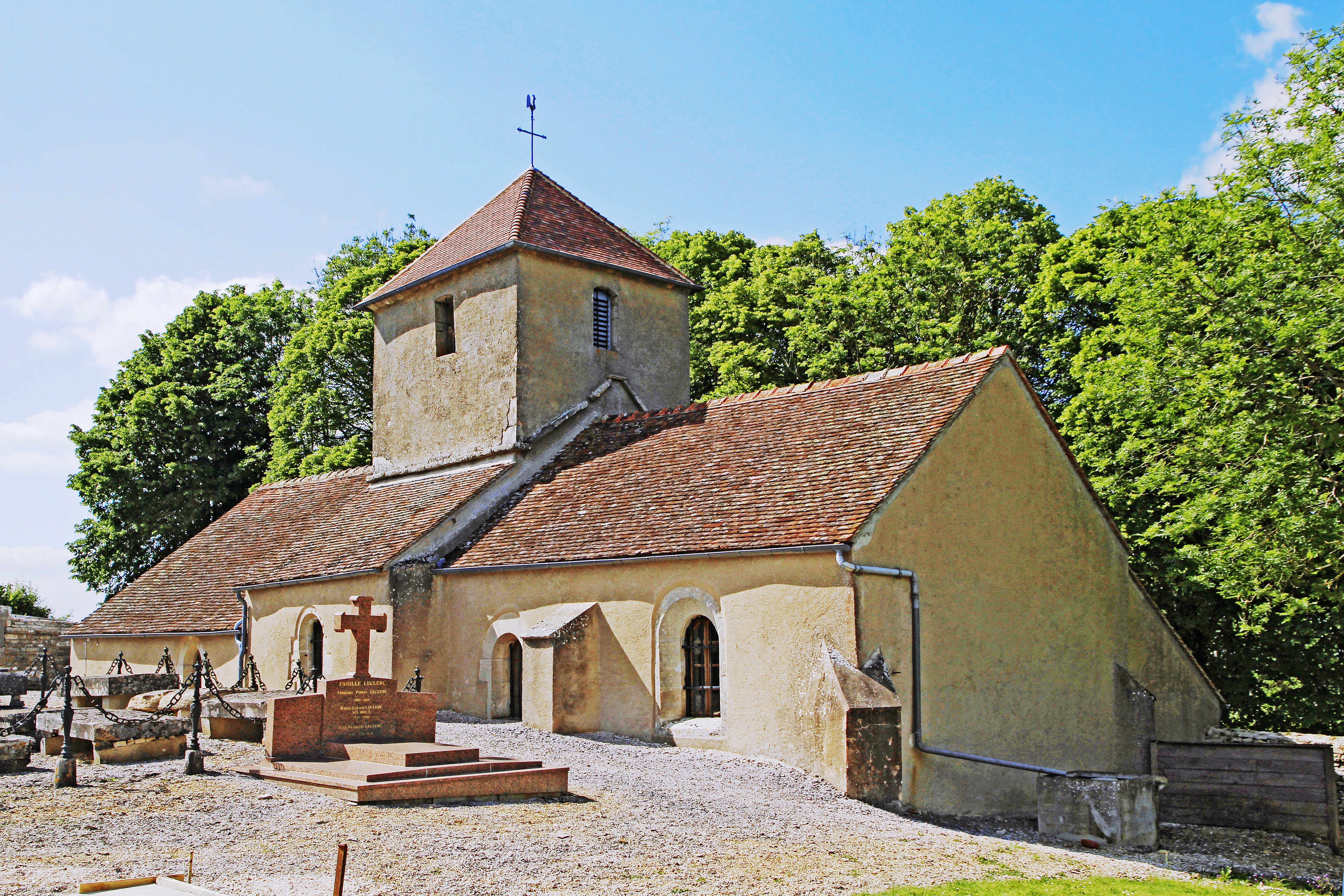
Église de la Nativité-de la-Vierge.
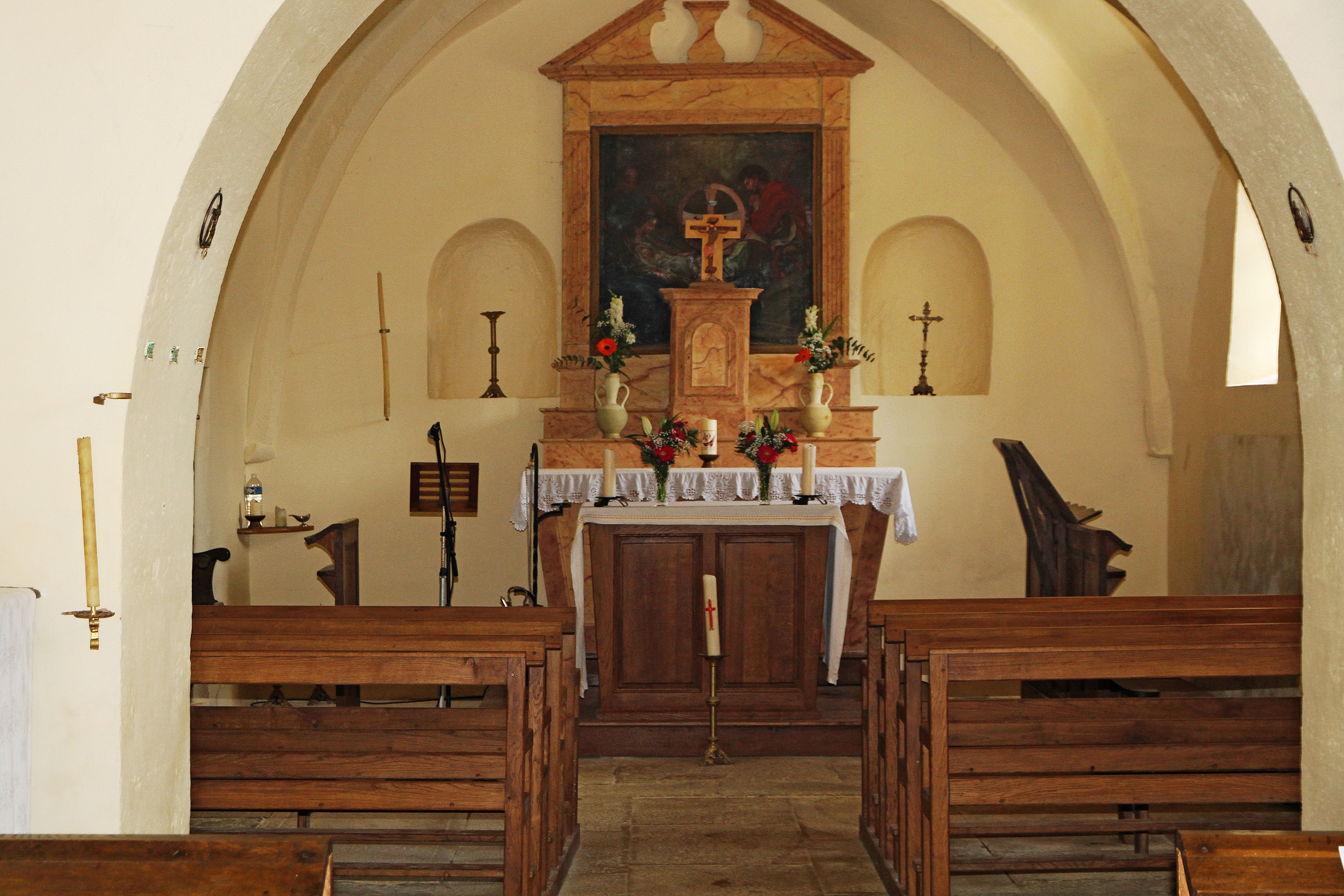
Chœur de l'église.
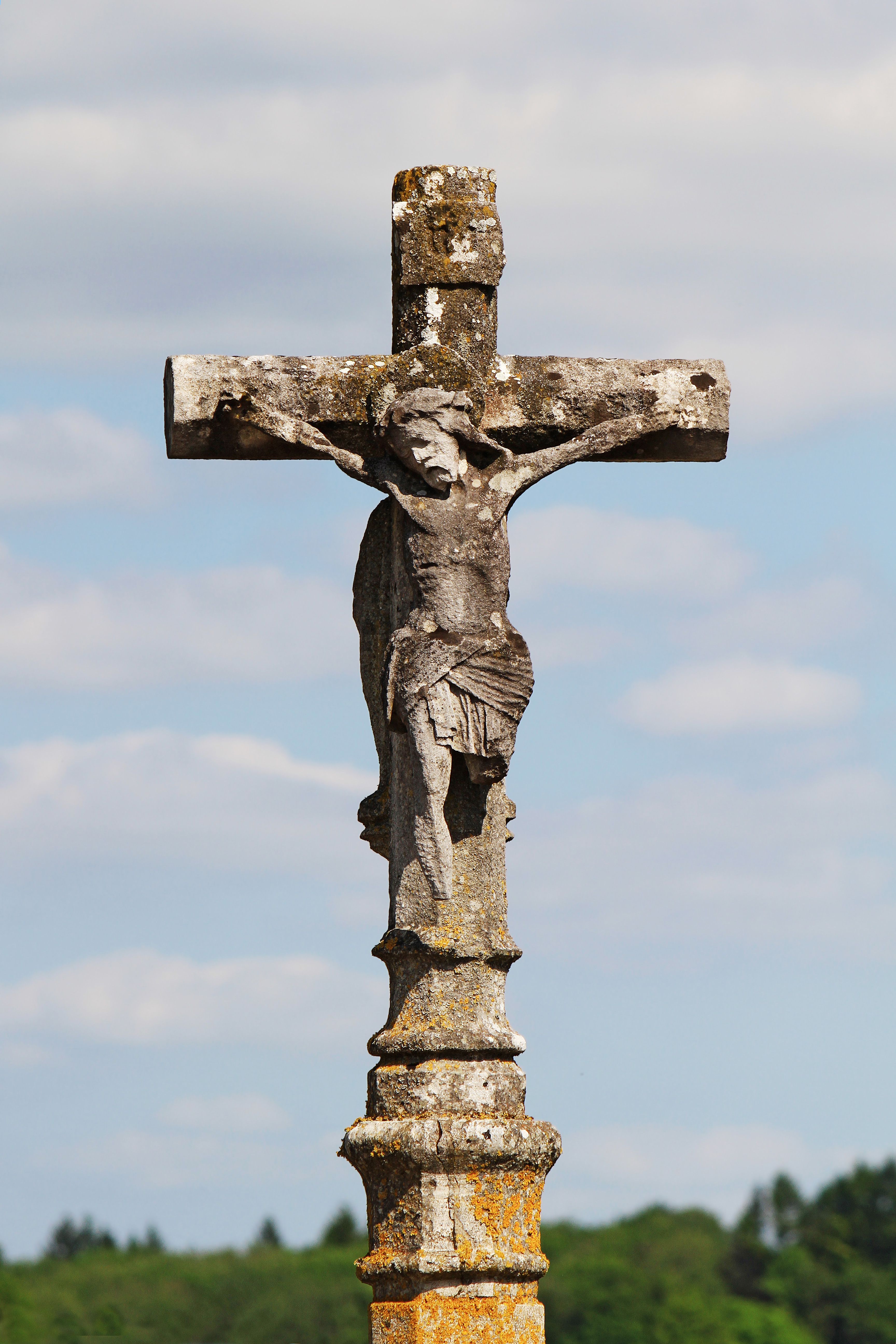
Face ouest de la croix de cimetière.